# Daniel Horton
Daniel Chadwick Horton (Baton Rouge, 21 aprile 1984) è un ex cestista statunitense, professionista nella D-League e in Europa.

## Palmarès
- McDonald's All-American Game (2002)
- Campione NIT (2004)
- MVP National Invitation Tournament (2004)